# Ons Heemecht
Ons Heemecht ("La nostra terra madre") è l'inno nazionale del Granducato di Lussemburgo.

## Storia
Il testo fu scritto, in lingua lussemburghese, da Michel Lentz (1820-1893) nel 1859; la musica è di Jean-Antoine Zinnen (1827-1898) e risale al 1864. È inno nazionale lussemburghese dal 1895. 
La prima interpretazione pubblica si tenne il 5 giugno 1864, a Ettelbruck. Si tratta di una melodia dolce, lenta, posata, che rende la dolcezza che caratterizza il paesaggio lussemburghese.

## Testo
1.
Wou d'Uelzécht durech d'Wisen zéit,
duerch d'Fielsen d'Sauer brécht,
Wou d'Rief laanscht d'Musel dofteg bléit,
den Himmel Wäin ons mécht -siu
dat as onst Land, fir dat mer géif
hei nidden alles won.
|: Onst Heemechtsland, dat mir so déif
An onsen Hierzer dron. :|
2.
An sengem donkle Bëscherkranz,
Vum Fridde stëll bewaacht,
Sou ouni Pronk an deire Glanz
Gemittlech léif et laacht;
Säi Vollek frou sech soë kann,
An 't si keng eidel Dreem:
|: Wéi wunnt et sech sou heemlech dran,
wéi as 't sou gutt doheem! :|
3.
Gesank, Gesank vu Bierg an Dall
Der Äerd, déi äis gedron;
D'Léift huet en treie Widderhall
a jidder Broscht gedon;
Fir d'Heemecht ass keng Weis ze schéin;
all Wuert, dat vun er klénkt,
|: gräift äis an d' Séil wéi Himmelstéin
an d'A wéi Feier blénkt. :''
4.
O Du do uewen, deem seng Hand
duerch d'Welt d'Natioune leet,
Behitt Du d'Lëtzebuerger Land
vru friemem Joch a Leed!
Du hues ons all als Kanner schonn
de fräie Geescht jo ginn.
|:Looss virublénken d'Fräiheetssonn,
déi mir so laang gesinn! :|
La versione ufficiale è composta solo dalle strofe 1 e 4.